# Fontan
Fontan (Italiaans: Fontano; Ligurisch: U Funtan) is een gemeente in het Franse departement Alpes-Maritimes (regio Provence-Alpes-Côte d'Azur) en telt 297 inwoners (2004). De plaats maakt deel uit van het arrondissement Nice.
De plaats werd gesticht in 1616 door hertog Karel Emanuel I van Savoye als stopplaats langsheen de koninklijke weg. Fontan viel toen onder de gemeente Saorge. De kerk (église Notre-Dame de la Visitation) werd gebouwd in de 17e eeuw en heeft barokke kenmerken. In 1870 werd Fontan een zelfstandige gemeente. In 1913 werd er in de gemeente een waterkrachtcentrale gebouwd. De burgerbevolking van Fontan werd aan het einde van de Tweede Wereldoorlog gedeporteerd door de Duitsers.

## Geografie
De oppervlakte van Fontan bedraagt 46,0 km², de bevolkingsdichtheid is 6,5 inwoners per km². Door de gemeente stroomt de Roia, die hier haar natuurlijke oevers heeft behouden.
De onderstaande kaart toont de ligging van Fontan met de belangrijkste infrastructuur en aangrenzende gemeenten.

## Demografie
Onderstaande figuur toont het verloop van het inwonertal (bron: INSEE-tellingen).
Vanwege een beveiligingsprobleem met de MediaWiki Graph-software is het momenteel niet mogelijk deze grafiek weer te geven. Zodra de software is bijgewerkt zal de grafiek vanzelf weer zichtbaar worden.